# Artoria gloriosa
Artoria gloriosa är en spindelart som först beskrevs av William Joseph Rainbow 1920.  Artoria gloriosa ingår i släktet Artoria och familjen vargspindlar. Inga underarter finns listade i Catalogue of Life.